# Bromelioideae
Bromelioideae là một phân họ thuộc họ Dứa (Bromeliaceae). Đây là một phân họ đa dạng, với số lượng chi lớn nhất của họ (32), nhưng có số loài ít nhất (861). Đa số các loài trong phân họ là thực vật biểu sinh, dù một số loài đã tiến hóa hoặc thích ứng với việc mọc dưới đất. Bromelioideae gồm vài loài cây thường được con người gieo trồng, ví dụ như dứa.

## Các chi
32 chi là:
- Acanthostachys (2 loài)
- Aechmea (255 loài)
- Ananas (7 loài)
- Androlepis (1 loài)
- Araeococcus (9 loài)
- Billbergia (64 loài)
- Bromelia (56 loài)
- Canistropsis (11 loài)
- Canistrum (13 loài)
- Cryptanthus (66 loài)
- Deinacanthon (1 loài)
- Disteganthus (2 loài)
- Edmundoa (3 loài)
- Eduandrea (1 loài)
- Fascicularia (1 loài)
- Fernseea (2 loài)
- Greigia (33 loài)
- Hohenbergia (56 loài)
- Hohenbergiopsis (1 loài)
- Lymania (9 loài)
- Neoglaziovia (3 loài)
- Neoregelia (112 loài)
- Nidularium (45 loài)
- Ochagavia (4 loài)
- Orthophytum (53 loài)
- Portea (9 loài)
- Pseudaechmea (1 loài)
- Pseudananas (1 loài)
- Quesnelia (20 loài)
- Ronnbergia (14 loài)
- Ursulaea (2 loài)
- Wittrockia (6 loài)

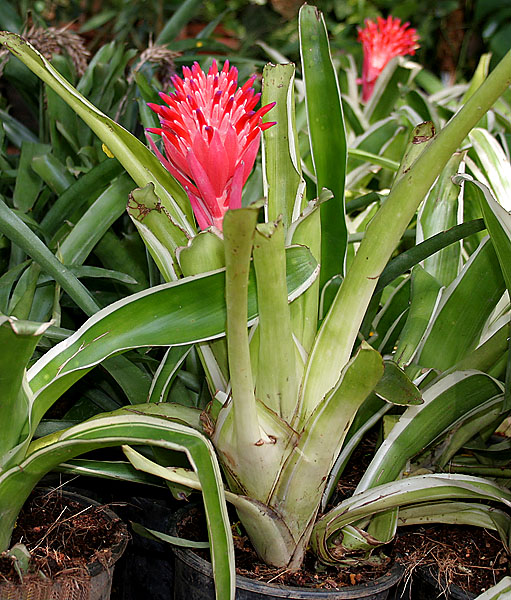
Billbergia pyramidalis
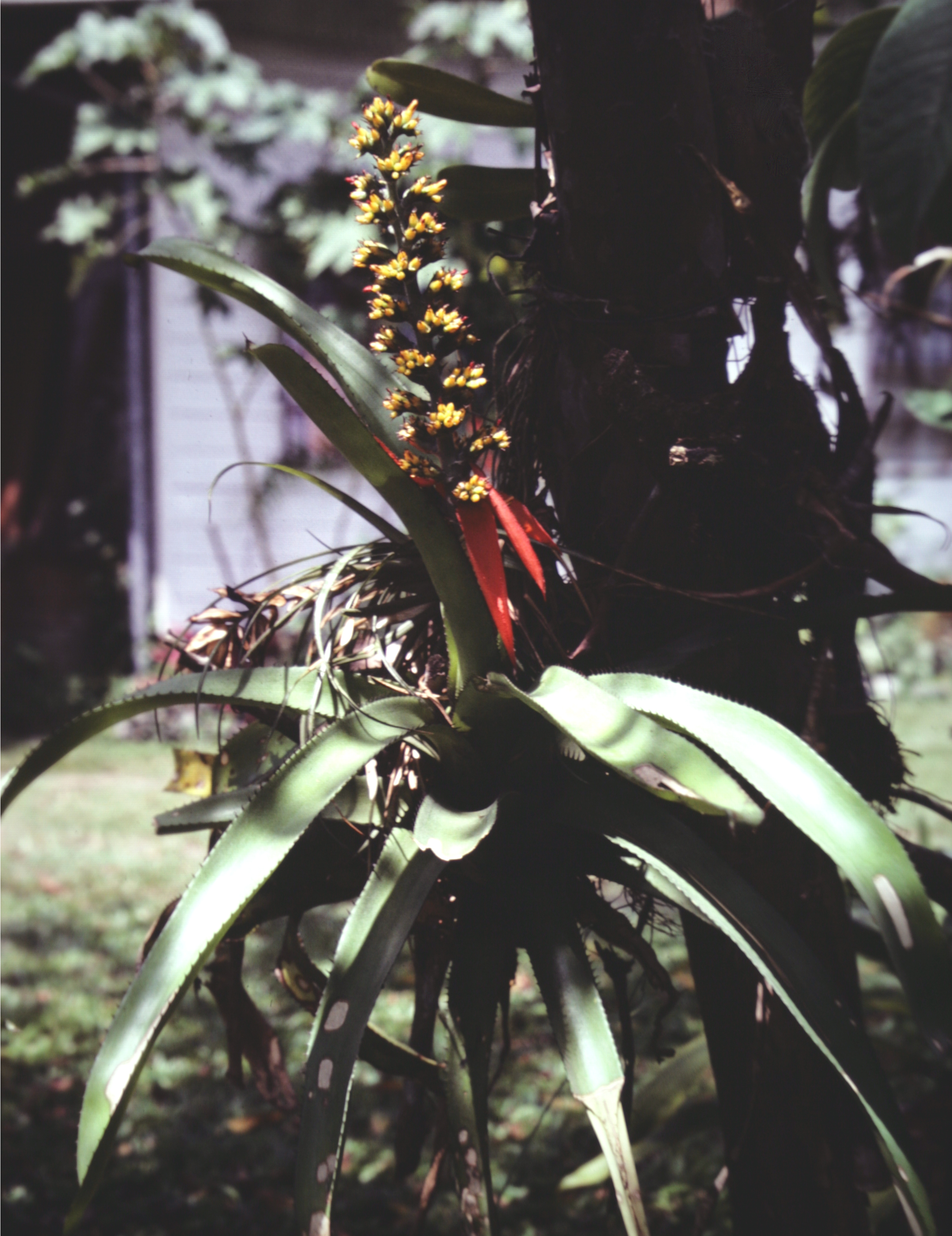
Aechmea mertensii
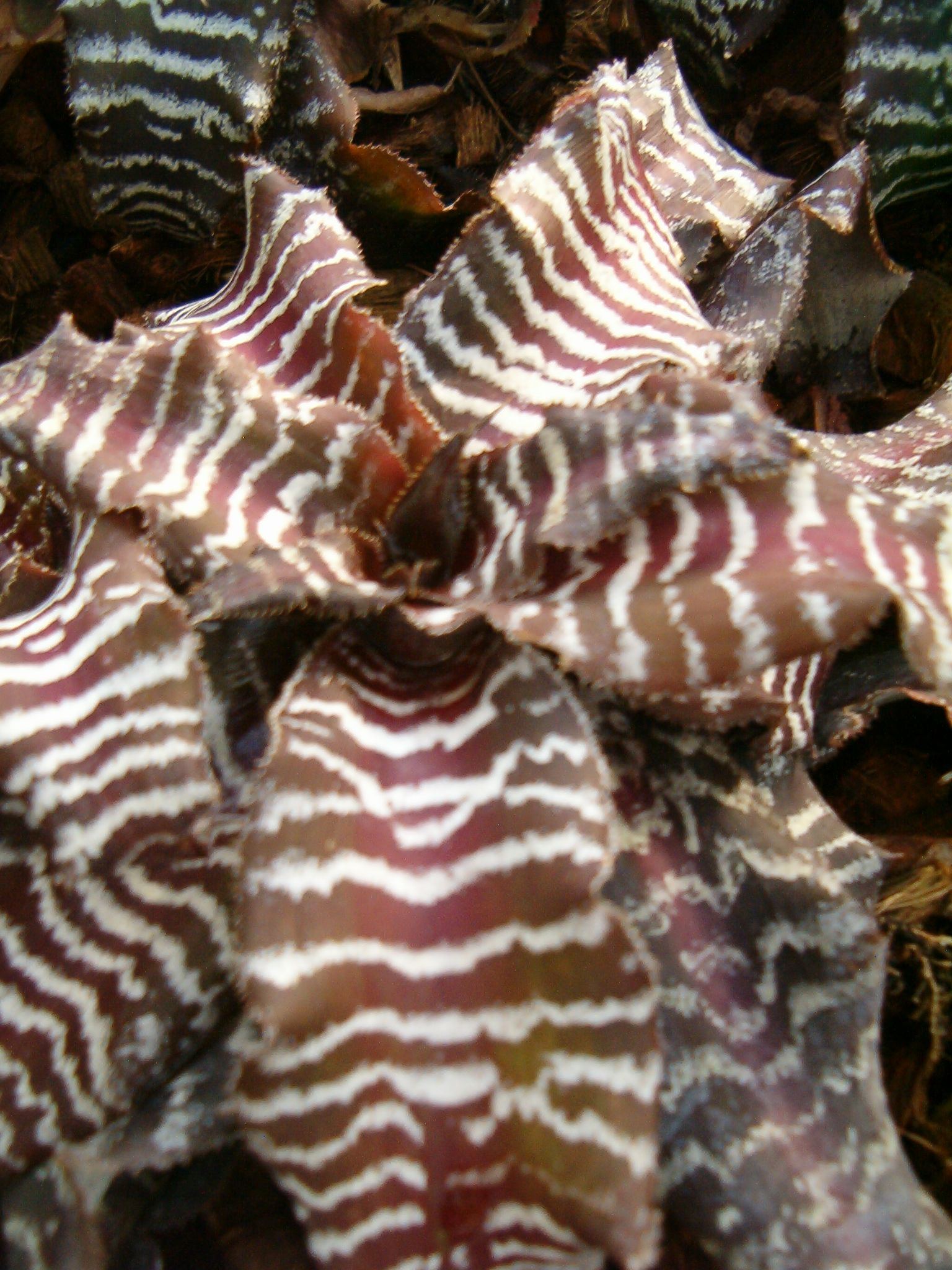
Cryptanthus zonatus
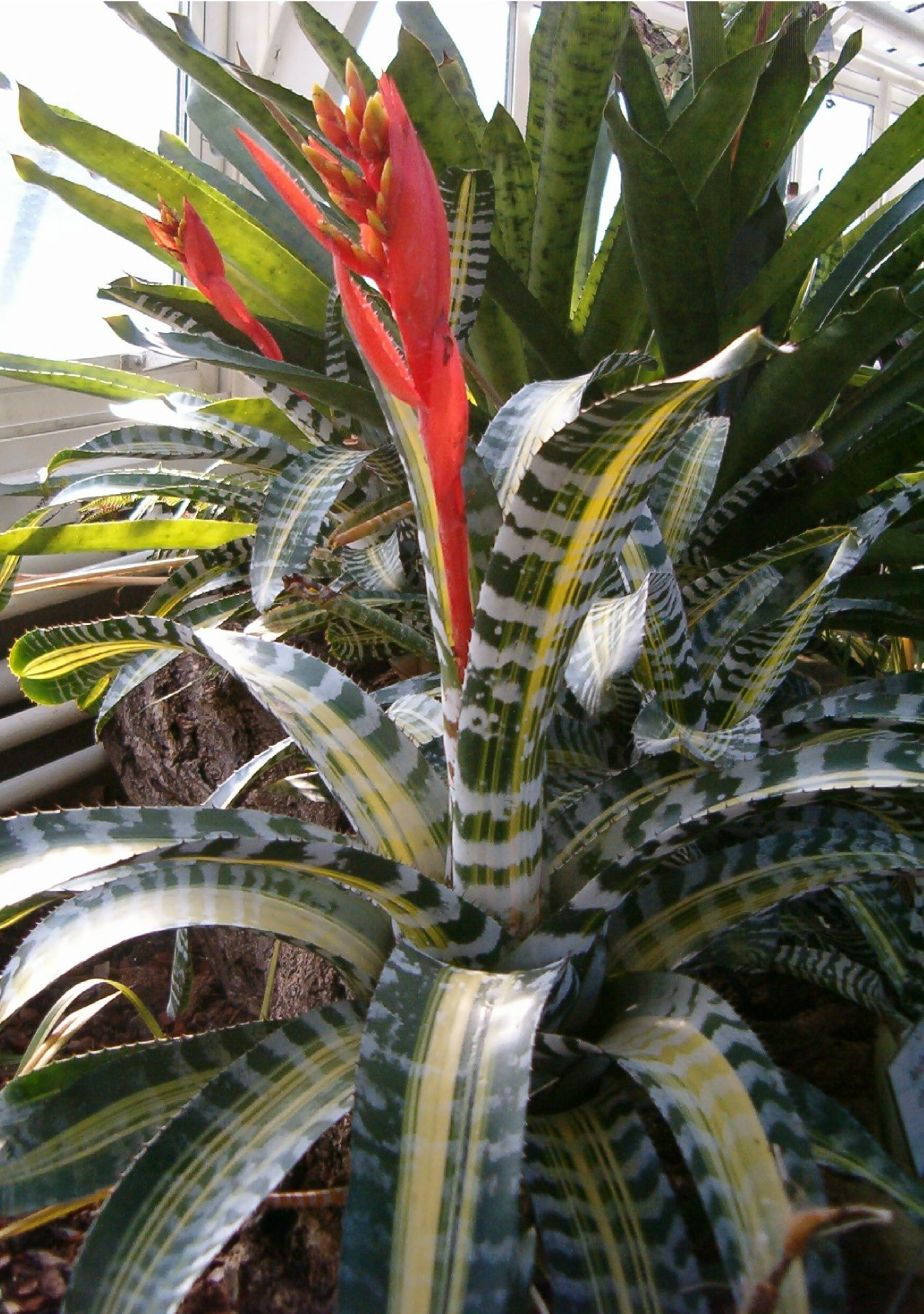
Aechmea chantinii